# Nintendo Selects

Le Nintendo Selects (anciennement Le Choix des Joueurs, et Player's Choice aux États-Unis) est un label marketing utilisé par Nintendo pour promouvoir et stimuler les ventes des jeux vidéo les mieux vendus sur ses consoles de jeux vidéo. Les jaquettes desdits jeux se voient alors récompensées d'un sceau témoignant de leur succès commercial. Ces jeux bénéficient également d'une baisse de prix importante, allant jusqu'à -50 %.
Des labels similaires étaient utilisés chez Sega (Sega All Stars), Sony (Platinum et Greatest Hits) et Microsoft (Platinum Hits).

## Jeux de la gamme

### Super Nintendo
- Aladdin
- The Magical Quest starring Mickey Mouse
- The Great Circus Mystery starring Mickey and Minnie Mouse
- Donkey Kong Country
- Donkey Kong Country 2: Diddy's Kong Quest[2]
- Donkey Kong Country 3
- F-Zero
- Le Livre de la jungle
- Le Roi lion
- Mario Paint
- SimCity
- Super Bomberman 2
- Super Mario All-Stars[2]
- Super Mario Kart[2]
- Super Mario World
- Super Mario World 2: Yoshi's Island
- Super Metroid[2]
- Super Star Wars
- Super Street Fighter II
- Tetris 2
- Tetris and Dr. Mario
- The Legend of Zelda: A Link to the Past[2]
- Timon & Pumbaa's Jungle Games

### Game Boy
- Donkey Kong
- Donkey Kong Land
- Donkey Kong Land 2
- DuckTales 2
- Dr. Mario
- F-1 Race
- Golf
- James Bond 007
- Kirby's Dream Land
- Kirby's Dream Land 2
- Kirby's Pinball Land
- Mega Man in Dr. Willy's Revenge
- Mega Man II
- Metroid II: Return of Samus
- Mickey's Dangerous Chase
- Mickey Mouse: Magic Wands!
- Pokémon Bleu
- Pokémon Rouge
- Space Invaders
- Star Wars
- Super Mario Land
- Super Mario Land 2: 6 Golden Coins
- Super R.C. Pro-Am
- The Bugs Bunny Crazy Castle
- The Bugs Bunny Crazy Castle 2
- The Legend of Zelda: Link's Awakening
- Les Schtroumpfs
- Tennis
- Tetris
- Wario Land: Super Mario Land 3
- Wave Race

### Nintendo 64
Étant donné le coût plus élevé pour produire des cartouches Nintendo 64, la gamme Le Choix des Joueurs coûtait 39,95$ aux États-Unis et 49,99$ au Canada.
- 1080° Snowboarding
- Banjo-Kazooie
- Bomberman 64
- Bomberman Hero
- Cruis'n USA
- Diddy Kong Racing
- Donkey Kong 64
- F-1 World Grand Prix
- F-Zero X
- GoldenEye 007
- Kobe Bryant in NBA Courtside
- The Legend of Zelda: Ocarina Of Time
- The Legend of Zelda: Majora's Mask
- Mario Kart 64
- Perfect Dark
- Pokémon Snap
- Pokémon Stadium
- Snowboard Kids
- Star Fox 64
- Star Wars: Rogue Squadron
- Star Wars Shadows of the Empire
- Super Mario 64
- Super Smash Bros.
- Turok: Dinosaur Hunter
- Turok 2: Seeds of Evil
- Wave Race 64
- WCW vs nWo: World Tour
- Yoshi's Story

### Game Boy Advance
- Mario and Luigi: Superstar Saga[5]
- Mario Kart: Super Circuit[5]
- Mega Man Battle Network[5]
- Metroid: Fusion[5]
- Metroid: Zero Mission[5]
- Pokémon Rouge Feu[5]
- Pokémon Rubis[5]
- Pokémon Saphir[5]
- Pokémon Vert Feuille[5]
- Super Mario Advance[5]
- Super Mario World: Super Mario Advance 2[5]
- Super Mario Advance 4: Super Mario Bros. 3[5]
- The Legend of Zelda: A Link to the Past / Four Swords[5]
- Yoshi's Island: Super Mario Advance 3[5]

### GameCube
- Animal Crossing[6]
- Billy Hatcher and the Giant Egg[7]
- Bob l'éponge : Silence on tourne !
- Bob l'éponge et ses amis : Un pour tous, tous pour un !
- Burnout
- Cars : Quatre Roues
- Crash Bandicoot : La Vengeance de Cortex[7]
- Crash Nitro Kart
- Crazy Taxi
- Dave Mirra Freestyle BMX 2
- Dragon Ball Z: Budokai[7]
- Dragon Ball Z: Budokai 2
- Doshin the Giant
- Enter the Matrix[7]
- Eternal Darkness: Sanity's Requiem
- F-Zero GX[7]
- FIFA 2003[7]
- FIFA 2004[7]
- Final Fantasy Crystal Chronicles[8]
- Godzilla: Destroy All Monsters Melee
- Harry Potter 2
- Harry Potter 3
- Harry Potter : Coupe du monde de quidditch[7]
- Harvest Moon: A Wonderful Life
- Harvest Moon: Magical Melody
- James Bond 007 : Espion pour cible[9]
- James Bond 007 : Quitte ou double
- 007: Nightfire[7]
- Kirby Air Ride
- Lego Star Wars, le jeu vidéo
- Lego Star Wars II : la Trilogie originale
- Les Indestructibles
- Le Monde de Narnia : Le Lion, la Sorcière blanche et l'Armoire magique
- Le Monde de Nemo[7]
- Le Seigneur des anneaux : Le Retour du roi[7]
- Le Seigneur des anneaux : Les Deux Tours[7]
- Les Sims
- Les Sims 2
- Luigi's Mansion[6],[7]
- Madagascar
- Mario Golf: Toadstool Tour
- Mario Party 4[7]
- Mario Party 5[7]
- Marvel Nemesis : L'Avènement des imparfaits
- Medal of Honor : En première ligne[7]
- Medal of Honor : Soleil levant[7]
- Mega Man: Anniversary Collection
- Metroid Prime[7],[8]
- Metroid Prime 2: Echoes
- Mortal Kombat: Deadly Alliance[7]
- Metal Gear Solid: The Twin Snakes[8]
- Namco Museum
- Naruto: Clash of Ninja
- Naruto: Clash of Ninja European Version
- NBA Street Vol.2
- Need for Speed: Underground[7]
- Need for Speed: Underground 2
- Need for Speed: Hot Pursuit 2
- Need for Speed: Most Wanted
- Nos voisins, les hommes
- Pac-Man Fever
- Pac-Man World 2 / Pac-Man Vs.
- Paper Mario : la Porte millénaire
- Pikmin[7],[6]
- Pikmin 2[8]
- Pokémon Colosseum
- Pokémon XD : Le Souffle des ténèbres
- Prince of Persia : L'Âme du guerrier
- Prince of Persia : Les Sables du temps
- Rayman 3: Hoodlum Havoc[7]
- Resident Evil[8]
- Resident Evil 0[7]
- Resident Evil 4[8]
- Shadow the Hedgehog
- Shrek 2
- Sonic Adventure DX[7]
- Sonic Adventure 2[9]
- Sonic Gems Collection
- Sonic Heroes[7]
- Sonic Mega Collection[7]
- Sonic Riders
- SoulCalibur II[7],[8]
- Spider-Man[7]
- Spider-Man 2
- SpongeBob SquarePants: Battle for Bikini Bottom
- Spy Hunter
- Spyro: A Hero's Tail
- Spyro: Enter the Dragonfly[7]
- Star Fox Adventures[6],[7]
- Star Fox: Assault
- Star Wars: Bounty Hunter
- Star Wars Rogue Squadron II - Rogue Leader[9]
- Star Wars Rogue Squadron III - Rebel Strike
- Star Wars: The Clone Wars
- Super Mario Strikers
- Super Mario Sunshine[6],[7]
- Super Monkey Ball
- Super Monkey Ball 2
- Super Smash Bros. Melee[7],[8]
- Tales of Symphonia[8]
- TimeSplitters 2
- The Legend of Zelda: Four Swords Adventures
- The Legend of Zelda: The Wind Waker[7],[8]
- The Simpsons: Hit and Run[7]
- The Sims: Bustin' Out
- The Spongebob Squarepants Movie
- The Urbz: Sims in the City
- Tony Hawk's American Wasteland
- Tony Hawk's Pro Skater 4
- Tony Hawk's Underground
- Tony Hawk's Underground 2
- True Crime: Streets of LA
- True Crime: New York City
- Ultimate Spider Man
- Viewtiful Joe
- Viewtiful Joe 2
- Wario World
- WWE Day of Reckoning
- WWE Day of Reckoning 2
- WWE WrestleMania XIX
- WWE WrestleMania X8
- X-Men Legends
- X-Men Legends II : L'Avènement d'Apocalypse
- Yu-Gi-Oh! The Falsebound Kingdom

Jeux Player's Choice exclusifs aux régions PAL :
- Mario Party 4
- Mario Party 5
- Tom Clancy's Splinter Cell
- Tom Clancy's Splinter Cell: Pandora Tomorrow
- Worms 3D (France)
- Turok Evolution (France, Pays-Bas)
- XIII (France)

### Wii
- Animal Crossing: Let's Go to the City
- James Cameron's Avatar: The Game
- Donkey Kong Country Returns
- Kirby: Au fil de l'aventure
- Mario Kart Wii
- Mario Party 8
- Mario Party 9
- Mario Power Tennis
- Mario Strikers Charged Football
- New Super Mario Bros. Wii
- PokéPark Wii : La Grande Aventure de Pikachu
- Rayman contre les lapins crétins
- Rayman contre les lapins encore plus crétins
- Rayman Prod' présente : The Lapins Crétins Show
- Red Steel
- Shaun White Snowboarding
- Sports Party
- Super Mario Galaxy
- Super Mario Galaxy 2
- Super Paper Mario
- Super Smash Bros. Brawl
- The Lapins Crétins : La Grosse Aventure
- The Legend of Zelda: Twilight Princess
- WarioWare: Smooth Moves (Europe seulement)
- Wii Party
- Wii Sports
- Wii Sports Resort

### Nintendo 3DS
- Animal Crossing: New Leaf - Welcome Amiibo
- Donkey Kong Country Returns 3D
- Lego City Undercover: The Chase Begins
- Mario Tennis Open
- Mario Party: Island Tour
- Mario & Luigi: Dream Team Bros.
- Nintendo présente: La Nouvelle Maison du Style
- Nintendogs + Cats
- Paper Mario: Sticker Star
- Star Fox 64 3D
- Super Mario Maker for Nintendo 3DS
- The Legend of Zelda: A Link Between Worlds
- The Legend of Zelda: Ocarina of Time 3D
- Yoshi's New Island
- Super Mario 3D Land
- Luigi's Mansion 2
- Kirby Triple Deluxe

### Wii U
- Captain Toad: Treasure Tracker
- Donkey Kong Country: Tropical Freeze
- Lego City Undercover
- Mario Party 10
- New Super Mario Bros. U + New Super Luigi U
- Nintendo Land
- Pikmin 3
- Super Mario 3D World
- The Legend of Zelda: The Wind Waker HD
- Wii Party U
- Sonic & All-Stars Racing Transformed

Jeux Nintendo eShop Select :
- Fast Racing Neo
- SteamWorld Collection